# Museu Ibérico da Máscara e do Traje
O Museu Ibérico da Máscara e do Traje está instalado numa antiga casa na cidadela de Bragança.
No seu acervo estão objectos de 29 localidades, 18 de Trás-os-Montes e 11 da província de Zamora. Em exposição permanente estão 60 máscaras, 45 trajes e um percurso da máscara em Portugal e Espanha, com 46 artesãos.
A sua inauguração foi em 24 de Fevereiro de 2007.